# Сейнт Китс и Невис
Федерация Сейнт Китс и Невис (на английски: Federation of Saint Kitts and Nevis) е островна държава в Северна Америка. Разположена е на островите Сейнт Кристофър (169 km²) и Невис (93 km²).

## География
Общата брегова линия на островите е 138 km. Те имат планински релеф с вулканичен произход, най-високият връх е Монт Мизери – 1156 m.
Климатът е тропичен пасатен, а средната температура е 24 °C.

## История
- 1493 г. – Христофор Колумб е първият европеец посетил островите.
- 1623 г. – на о. Сейнт Китс е създадено малко английско селище
- 1624 г. – последва построяването и на френско селище.
- 1783 г. – Сейнт Китс и Невис стават колония на Великобритания, започва внос на роби от Африка.
- 1871 – страната влиза в състава на Западноиндийската федерация, където остава до 1956 г.
- 1967 г. – Сейнт Китс, Невис и Ангуила получават вътрешно самоуправление като асоциирани с Великобритания.
- 19 септември 1983 г. – Сейнт Китс и Невис стават независима държава.

## Държавно устройство
Федерация, независима държава в състава на Британската общност. Държавен глава е кралят на Великобритания, представен в страната от генерал-губернатор.
Парламентът се състои от 3 сенатори и 11 депутати, избирани за период от 5 години (8 от о. Сейнт Китс и 3 от о. Невис). Начело на правителството стои министър-председател.

## Административно деление
Страната се дели на 14 енории, 9 от които се намират в Сейнт Китс и 5 – в Невис.

## Стопанство

### Селско стопанство
Над 1/3 от всичката обработваема земя е засята със захарна тръстика. На о. Китс над 1/3 от населението обработва захарна тръстика. На о. Невис се отглежда памук, ананаси и кокос. Добре развит е и риболовът.

### Туризъм
Страната се посещава годишно от над 230 000 туристи.

### Промишленост
В страната се намират предприятия за обработка на памук и на захарна тръстика и за производство на кокосово масло и алкохолни напитки. Срещат се и малки текстилни и обувни фабрики.

### Транспорт и инфраструктура
Шосета – 300 км. На о. Китс има и железница – 60 км.

## Население
Населението наброява малко над 40 хиляди жители, с гъстота 152,7 ж. на кв. км. 31 хил. от жителите живеят на о. Китс, а 10 хил. – на о. Невис.
Етнически състав:
- сенткитци-невисци – 91,1%
- англичани – 6,7%
- други – 2,2%